# Farewell China
Pour plus de détails, voir Fiche technique et Distribution.
Farewell China (爱在别乡的季节, Ài zài bié xiāng de jìjié) est un film hongkongais réalisé par Clara Law, sorti en 1990.

## Synopsis
Hung part aux États-Unis dans l'espoir de trouver une vie meilleure, et de pouvoir faire venir plus tard son mari Nansan et leur bébé. 

## Fiche technique
- Titre original : 爱在别乡的季节, Ài zài bié xiāng de jìjié
- Titre français : Farewell China
- Réalisation : Clara Law
- Scénario : Eddie Ling-ching Fong
- Photographie : Jingle Ma
- Montage : Ma Kam
- Musique : Jim Shum
- Pays d'origine : Hong Kong
- Format : Couleurs - 35 mm - 1,85:1 - Mono
- Genre : drame
- Durée : 114 minutes
- Date de sortie :
  - Hong Kong : 6 décembre 1990

## Distribution
- Maggie Cheung : Li Hung
- Tony Leung Ka-fai : Zhao Nansan